# Ofensiva de Garcia Ramires (1148)
L'Ofensiva de Garcia Ramires, rei de Pamplona és la campanya militar iniciada 1148, després de finalitzada la Croada contra al-Mariyya, i que va supondre la ruptura de la Pau de San Esteban de Gormaz (1146).

## Context
L'ofensiva s'emmarca en la problemàtica sorgida arran del Testament d'Alfons I d'Aragó (1131) per la seva successió.

## L'ofensiva
Garcia Ramires dux de Pamplona aprofità que Ramon Berenguer es trobava lluitant a la conquesta de Tortosa. El navarrès tornà a Tauste i ocupà Los Fayos i potser també Espetiella; la resposta de Ramon Berenguer IV fou l'ocupació de Carcastillo.

## Conseqüències
L'1 de juliol del 1148 es signà la pau amb Navarra i es pactà el casment de Ramon Berenguer IV amb la filla del navarrès, Blanca Garcés; segons Miquel Coll i Alentorn, això demostra que el casament, encara no realitzat, amb Peronella d'Aragó, no era quelcom indispensable perquè es fes efectiva la donació del regne d'Aragó, malgrat que era una clàusula explícita en els Capítols matrimonials de Barbastre (1137). i que Blanca Garcés estava compromesa amb el fill d'Alfons VII de Castella des de la Pau de Calahorra (1140)
Però el 21 de novembre del 1150 morí Garcia V de Navarra, i el seu fill i successor Sanç VI de Navarra s'entrevistà el desembre del 1150 amb Ramon Berenguer IV a Filera. Finalment Blanca Garcés no es casà amb Ramon Berenguer IV sinó que, tal com s'havia estipulat a la Pau de Calahorra (1140), es casà amb el fill d'Alfons VII de Castella l'1 de febrere del 1151. Això portà a la represa de les hostilitats navarro-aragoneses.